# Ahmad al-Badawi
Aḥmad ibn ʿAlī b. Yaḥyā al-Badawī al-Ḥusaynī al-Fāsī (in arabo أحمد بن علي بن يحيى البدوي الحسيني الفاسي‎?; Fès, 1199 – Tanta, 1276) è stato un mistico marocchino.

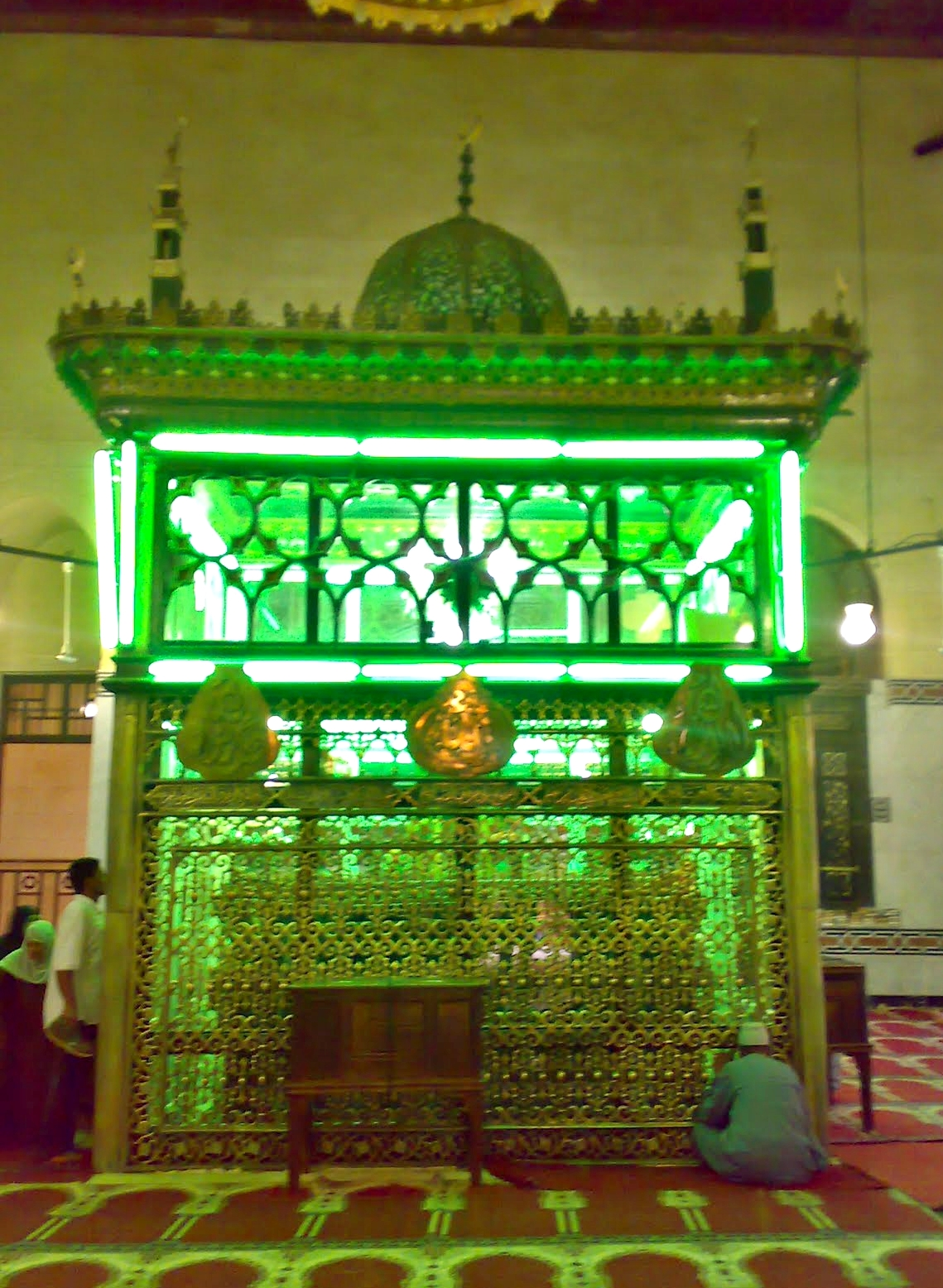
Il mausoleo di Aḥmad al-Badawī all'interno della moschea di Ṭanṭa dedicata alla sua memoria

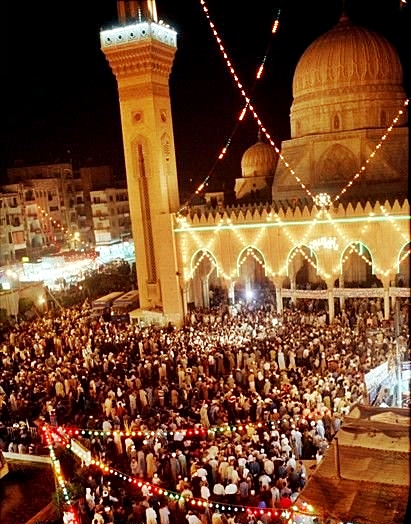
Celebrazione del mawlid di Aḥmad al-Badawī a Ṭanṭa

Lo sceicco Abū l-Fiṭyān Aḥmad al-Badawī (o, per rispetto, al-Sayyid al-Badawī), è stato un musulmano che fondò la ṭarīqa sufi detta Ahmadiyya Badawiyya.
Di famiglia che poteva tracciare la sua ascendenza fino ad ʿAlī b. Abī Ṭālib - quarto califfo "ortodosso" e primo Imam per gli sciiti - il sunnita sciafeita maghrebino Aḥmad al-Badawī nacque a Fès (attuale Marocco) nel 596 dell'Egira, corrispondente al 1199 d.C. e morì a Ṭanṭā (Egitto) nel 675 Egira, corrispondente al 1276.
Quando aveva sette anni, la sua famiglia si spostò alla Mecca, dove giunse al termine di un viaggio durato quattro annie dove più tardi suo padre ʿAlī.
Nel 1236, poco dopo i suoi 35 anni, decise di ritirarsi dalla mondanità, dedicandosi a pratiche devozionali ascetiche, dopo aver studiato a fondo il Corano con tutte le sue possibili e ortodosse "letture" (qirāʾāt), e di recarsi in Iraq (dove si trasferì col fratello al-Ḥasan), ubbidendo ad alcune indicazioni rabbanī (suggestioni di provenienza divina) che gli avevano ingiunto di compiere un simile passo.

Dall'Iraq il fratello tornò poi alla Mecca, mentre Aḥmad si spostò a Ṭanṭa, dove la sua fama di sant'uomo cominciò ad attirare persone. Tra esse si può ricordare anche il Sultano mamelucco bahri Baybars, che si dice gli abbia baciato i piedi in segno di somma considerazione per i suoi altissimi meriti spirituali.
I suoi seguaci affermano che egli avesse compiuto un gran numero di miracoli (karāmāt) mentre senz'altro certificabili sono alcune preghiere da lui composte e di un ḥizb particolarmente apprezzato.
La sua confraternita è particolarmente popolare in Egitto, malgrado in periodo ottomano dovesse sopportare la non esplicita ostilità degli ordini religiosi più legati alla tradizione turca. Qui egli viene annualmente ricordato in aprile nel cosiddetto mawlid al-rajabī e in ottobre nel suo vero e proprio mawlid (il più popolare in assoluto dell'Egitto, paese che celebra non meno di 60 mawlid), che nel corso di una settimana vede la partecipazione di circa 2 milioni di aderenti e simpatizzanti della tarīqa, che si caratterizzano per il turbante di color rosso orgogliosamente indossato.